# Угер, Штефан
Штефан Угер (словац. Štefan Uher; 4 июля 1930 года, Прьевидза — 29 марта 1993 года, Братислава) — словацкий кинорежиссёр и сценарист, один из первых представителей чехословацкой «новой волны».

## Биография
Родился в 1930 году в Прьевидзе, Словакия. Учился в пражской киношколе FAMU, которую окончил в 1955 году. После этого работал в братиславской студии документальных фильмов. В 1960 году начал снимать художественные фильмы, во время работы над которыми познакомился со сценаристом Альфонсом Беднаром и оператором Станиславом. Втроём они в течение нескольких лет составляли плодотворную кинематографическую группу.
В 1963 году Угер снимает фильм «Солнце в сети» (словац. Slnko v sieti), который открывает «новую волну» в чехословацком кинематографе. Вместе с фильмами «Путь воронов» (1962) Мартина Голлы и «Боксёр и смерть» (1963) Петера Солана он выводит словацкий кинематограф на европейский уровень и вносит вклад в развитие чешского кино.
В 1964 году выходит фильм «Орган», повествующий о польских беженцах, попавших в Словакию во время Второй мировой войны. Фильм завоёвывает специальный приз жюри фестиваля «Золотой парус». В 1966-м Угер пишет сценарий по роману Доминика Татарки и снимает фильм «Дева-чудотворица», имеющий сюрреалистический сюжет. В 1980-е годы Угер сотрудничает с телевидением и снимает четырёхсерийный телефильм «Мой конь вороной» (словац. Moje kone vrané). Итоги многолетней работы в кинематографе, полной творческих поисков и борьбы с цензурой, Угер подводит в фильме «Смотритель музея» (1988), который становится его последним фильмом.
29 марта 1993 года Штефан Угер умер в Братиславе.

## Фильмография
- 1958 — Была такая дружба / Bolo raz priateľstvo
- 1961 — Мы из 9 А / My z deviatej A
- 1962 — Солнце в сети / Slnko v sieti
- 1964 — Орган / Organ
- 1966 — Дева-чудотворица/ Panna zázračnica
- 1968 — Три дочери / Tri dcéry
- 1969 — Гений / Génius
- 1971 — Если бы у меня была пушка (ружье) / Keby som mal pušku
- 1972 — Явор (Клён) и Юлиана / Javor a Juliana
- 1973 — Долина / Dolina
- 1974 — Холодный климат / Studené podnebie (ТВ)
- 1974 — Veľká noc a veľký deň
- 1976 — Если бы у меня была девушка / Keby som mal dievča
- 1977 — Пенелопа / Penelopa
- 1978 — Золотые времена / Zlaté časy
- 1979 — Подружки / Kamarátky
- 1981 — Покос Ястребиного луга / Kosenie Jastrabej lúky
- 1982 — Пасла коней на бетоне / на асфальте коней пасла / Pásla kone na betóne
- 1986 — Шестой приговор / Šiesta veta
- 1988 — Управляющий музея под открытым небом / Správca skanzenu